# Ioan de Hunedoara
Ioan de Hunedoara (în latină Ioannes Corvinus, în maghiară Hunyadi János, sârbă Janko Sibinjanin, în slovacă Ján Huňadi, în germană Johann Hunyadi) cunoscut și ca Iancu de Hunedoara (alternativ Ioan Huniade sau Ioan Corvin; n. 1407, Hunedoara, Regatul Ungariei⁠(d) – d. 11 august 1456, Zemun, Regatul Ungariei⁠(d)) a fost ban al Severinului între 1438 și 1441, voievod al Transilvaniei între 1441 și 1446, guvernator și regent al Ungariei între 1446 și 1453 și căpitan general al regatului între 1453 și 1456, mare comandant militar, tatăl regelui Matia Corvin al Ungariei.

## Origini
Viitorul voievod s-a născut în jurul anului 1407 într-o familie înnobilată ulterior (în 1409) pentru merite deosebite de regele Ungariei, Sigismund de Luxemburg. Tatăl lui Ioan a fost român, foarte improbabil cuman, Voicu/Voik/Vajk Corvin, deoarece surse germane și maghiare îl prezintă drept  „un gentilom destul de modest al comitatului pur românesc Hunedoara”, iar bunicul se numea Șerb/Csorba.
Identitatea mamei rămâne incertă, iar istoricii au opinii divergente în această privință. Ioan-Aurel Pop susține că aceasta ar fi fost Erzsébet Morzsinai (Elisabeta de Margina). Potrivit lui László Makkai, ea ar fi provenit dintr-o familie de cnezi din Densuș. Umanistul italian Antonio Bonfini (1427–1502) o descrie ca având origini „grecești”. Potrivit lui András Kubinyi, Bonfini ea ar fi fost de religie ortodoxă. Conform unei legende lansate în secolul al XVI-lea de Gáspár Heltai, Ioan de Hunedoara ar fi fost fiul nelegitim al regelui Sigismund de Luxemburg cu nobila Erzsébet Morzsinai, având un frate cu același nume (Ioan) — repetarea numelui era obișnuită când copiii nu aveau același tată, de exemplu.
Originile etnice românești ale voievodului sunt confirmate de mai multe surse. De exemplu, până în anul 1439 Iancu este numit în documente „Ioan Românul”, mai mulți cronicari ai epocii referindu-se la originea românească a acestuia. După ce fiul său, Matia Corvin, a devenit rege, Frederic de Habsburg i-a reproșat că nu are origini regale și că are un tată român. Matia, la rândul său, când i se reproșa că nu are origini regale, făcea trimitere la originile sale romane.
Enea Silvio Piccolomini scrie în Cosmographia sa din 1458: „Ioan de Hunedoara, a cărui reputație o întunecă pe a celorlalți, nu a sporit atât gloria ungurilor cât a românilor din mijlocul cărora se născuse” (Joanes Huniades, cuius nomen caeteros obnubilat, non tam Hungaris quam Valachis, ex quibus natus erat, gloriam auxit).

Blazonul familiei Huniade

După obiceiul epocii, Voicu a luat numele Hunyadi (de Hunedoara), când a primit în 1409 de la regele Sigismund de Luxemburg feuda și Castelul Hunedoara ca răsplată pentru faptele sale de arme în luptele cu turcii.

## Domnia și luptele duse de Ioan de Hunedoara

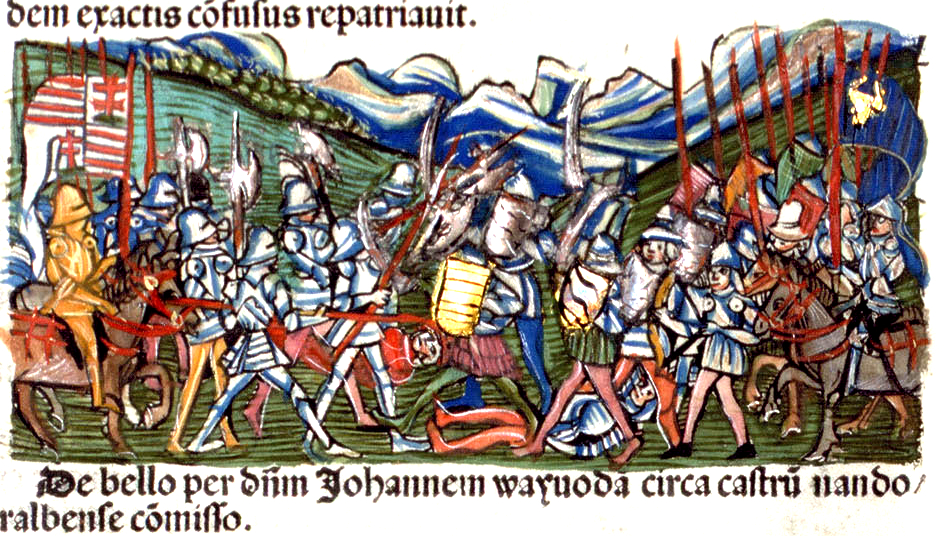
Ioan de Hunedoara în luptă cu husiții (ilustrație din Cronica lui János Thuróczy)

Ioan de Hunedoara care moștenise feuda tatălui său, Hunedoara, a devenit un important aristocrat în Regatul Ungariei. El a urcat pe treptele ierarhice ale regatului fiind ban al Severinului, comite de Timișoara, voievod al Transilvaniei și regent al Ungariei. A fost unul dintre cei mai bogați nobili ai Europei timpului său.
Moartea prematură a regelui romano-german Albert de Habsburg a deschis o perioadă de frământări în Ungaria provocate de succesiunea la tron. Marea majoritate a magnaților ungari, printre care familiile Celje, Gara, Ujlaki și Szécsi, o sprijineau pe regina văduvă, Elisabeta, care aștepta un copil, viitorul Ladislau Postumul, în speranța de a o putea domina și de a-și subordona astfel puterea de stat.

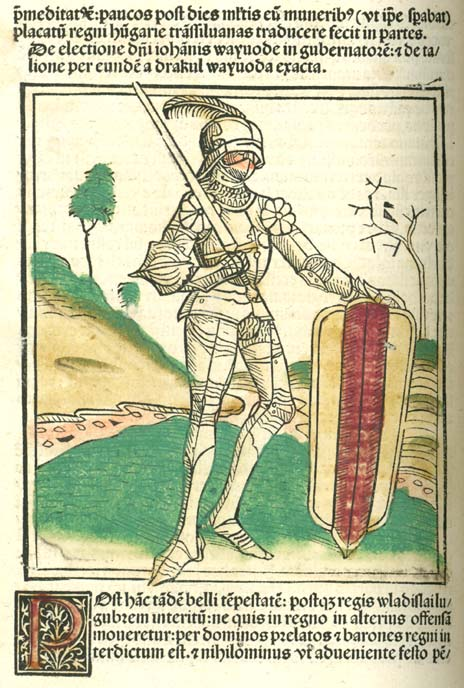
Ioan de Hunedoara în Chronica Hungarorum (Brno 1488)

Ioan a susținut candidatura regelui polon Vladislav al III-lea Iagello la tronul Ungariei. Nobilimea mică și mijlocie, în frunte cu Ioan de Hunedoara, cu palatinul Lőrinc Héderváry și cu episcopul Simon Rozgonyi, dorea un rege capabil să conducă țara în împrejurările dificile generate de expansiunea otomană. Alegerea acestora s-a oprit asupra lui Vladislav al III-lea Jagello, rege al Poloniei din 1434.
Acceptarea coroanei Ungariei de către Vladislav al III-lea al Poloniei, sub numele Vladislav I al Ungariei, la 6 martie 1440, sosirea acestuia în regat la 21 mai și încoronarea sa pe 17 iulie la Alba Iulia, au dus la declanșarea unui sângeros război civil în provinciile de sud și nord ale Regatului Ungariei (astăzi în Slovacia), care a durat până în 1441.
Devenind adevăratul conducător al grupării favorabile regelui Vladislav I al Ungariei, Ioan de Hunedoara a fost răsplătit din plin de acesta, demnitatea cea mai importantă ce i-a fost dată în 1441 fiind aceea de voievod al Transilvaniei. Astfel, el a reușit să imprime Ungariei o linie politică predominant antiotomană, conflictele din Europa Centrală cu împăratul Frederic al III-lea de Habsburg (1440–1493) și cu Jan Jiskra, aliatul acestuia și adevăratul stăpân al Slovaciei, trecând pe un plan secundar.

Ioan de Hunedoara

La începutul anului 1442 o armată otomană condusă de Mezid, begul Vidinului, a pătruns în Transilvania prin Țara Românească. La data de 18 martie 1442 oastea condusă de Ioan de Hunedoara a suferit o înfrângere la Sântimbru, în apropiere de Alba Iulia. Episcopul Transilvaniei, Gheorghe Lepeș, a murit în această luptă. Câteva zile mai târziu, cu efective întărite, oastea regală maghiară a învins în Bătălia de la Sibiu, ocazie cu care a fost pus capăt asediului otoman al cetății. În această bătălie armata otomană a fost zdrobită, iar comandantul Mezid ucis. Armata regală maghiară a trecut la contraofensivă în Țara Românească, unde l-a impus pe tron pe Basarab al II-lea (1442–1443). În replică sultanul Murad al II-lea a trimis o armată numeroasă sub comanda beilerbeiului Rumeliei, Șehabeddin Pașa. Forțele s-au confruntat la 2 septembrie 1442 în Bătălia de pe Ialomița în care Ioan de Hunedoara a fost învingător.
În vara anului 1443 el a încheiat un armistițiu pentru doi ani cu Frederic al III-lea de Habsburg, tutore al viitorului rege al Ungariei, Ladislau Postumul, după moartea reginei Elisabeta. În 1444, după moartea prematură a regelui Vladislav I, Ioan de Hunedoara s-a impus politic și a fost numit regent al Ungariei în 1446, devenind astfel tutorele lui Ladislau Postumul.
Una dintre înfrângerile suferite de Ioan de Hunedoara a fost cea din Bătălia de la Varna în 1444. Armata creștină înaintase prin Bulgaria bizuindu-se pe ajutorul flotei Republicii Venețiene, care trebuia să împiedice trecerea otomanilor din Asia Mică în Europa. Acest ajutor a fost însă zădărnicit de o acțiune contrară a genovezilor - veșnicili adversari ai venețienilor.

### Cruciada târzie
Din punct de vedere militar regele Vladislav I al Ungariei la începutul domniei s-a sprijinit și pe serbi, și astfel în Cruciada de la Varna („Campania cea Lungă” din 1443–1444) producând importante pierderi Semilunei otomane. Campania s-a încheiat printr-o pace favorabilă stabilită pentru 10 ani. Efectiv, pacea nu a fost una de durată - coroana ungară, la insistențele papalității, organizează o nouă cruciadă antiotomană. Bătălia de la Varna, în care regele Ungariei și-a pierdut viața, a reprezentat un dezastru pentru creștini.

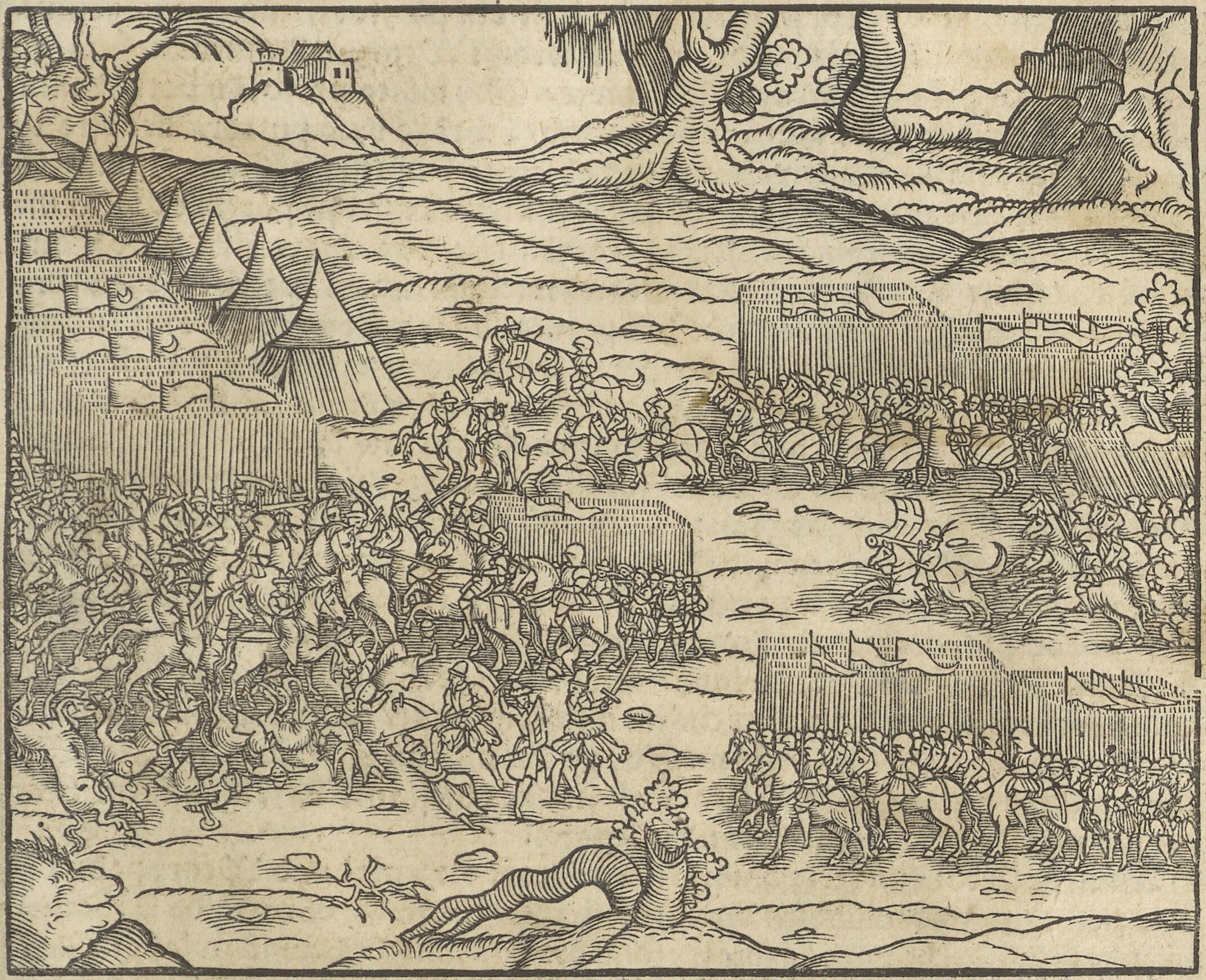
Cruciada de la Varna din 1444 în Cronica Poloneză a lui Marcin Bielski (ediția din 1564)

Înfrângerea de la Varna a dus la pierderea încrederii unui număr de aliați față de Ioan. Printre aceștia și domnul Țării Românești, Vlad al II-lea Dracul. Acesta a trimis soldați la Varna, însă după înfrângere, când otomanii au admis condiții satisfăcătoare de pace, el a fost cel ce a încercat să-l convingă pe Iancu să încheie o pace de durată. Vlad însă nu va renunța la alianța cu Ioan, participând în 1445 împreună cu fiul său cel mare, Mircea al II-lea, la asediul Cetății Giurgiu alături de forțe militare din Burgundia. Ioan nu va satisface însă cererile lui Vlad, ceea ce va isca un conflict între cei doi.
La Dieta din februarie 1445 s-a format un guvern provizoriu, alcătuit din cinci căpitani generali, Ioan de Hunedoara primind guvernarea în Transilvania, Banatul și Crișana. Deoarece anarhia ce a urmat acestei diviziuni a scăpat de sub control, Ioan a fost ales regent al Ungariei (Regni Gubernator) la 5 iunie 1446 în numele regelui Ladislau Postumul. Prima sa acțiune ca regent, a fost aceea de a-l ataca pe împăratul romano-german Frederic al III-lea deoarece acesta refuzase să-l elibereze pe Ladislau. După ce a înfrânt ducatele Stiria, Carintia și Carniola, amenințând chiar să atace Viena, datorită dificultăților întâmpinate în alte regiuni, Ioan de Hunedoara a fost nevoit să semneze un armistițiu cu Frederic pentru o perioadă de doi ani.
După înfrângerea suferită în Bătălia de la Kosovo Polje, Ioan a intrat în Moldova și l-a înscăunat pe vărul său, Bogdan al II-lea (tatăl lui Ștefan cel Mare).

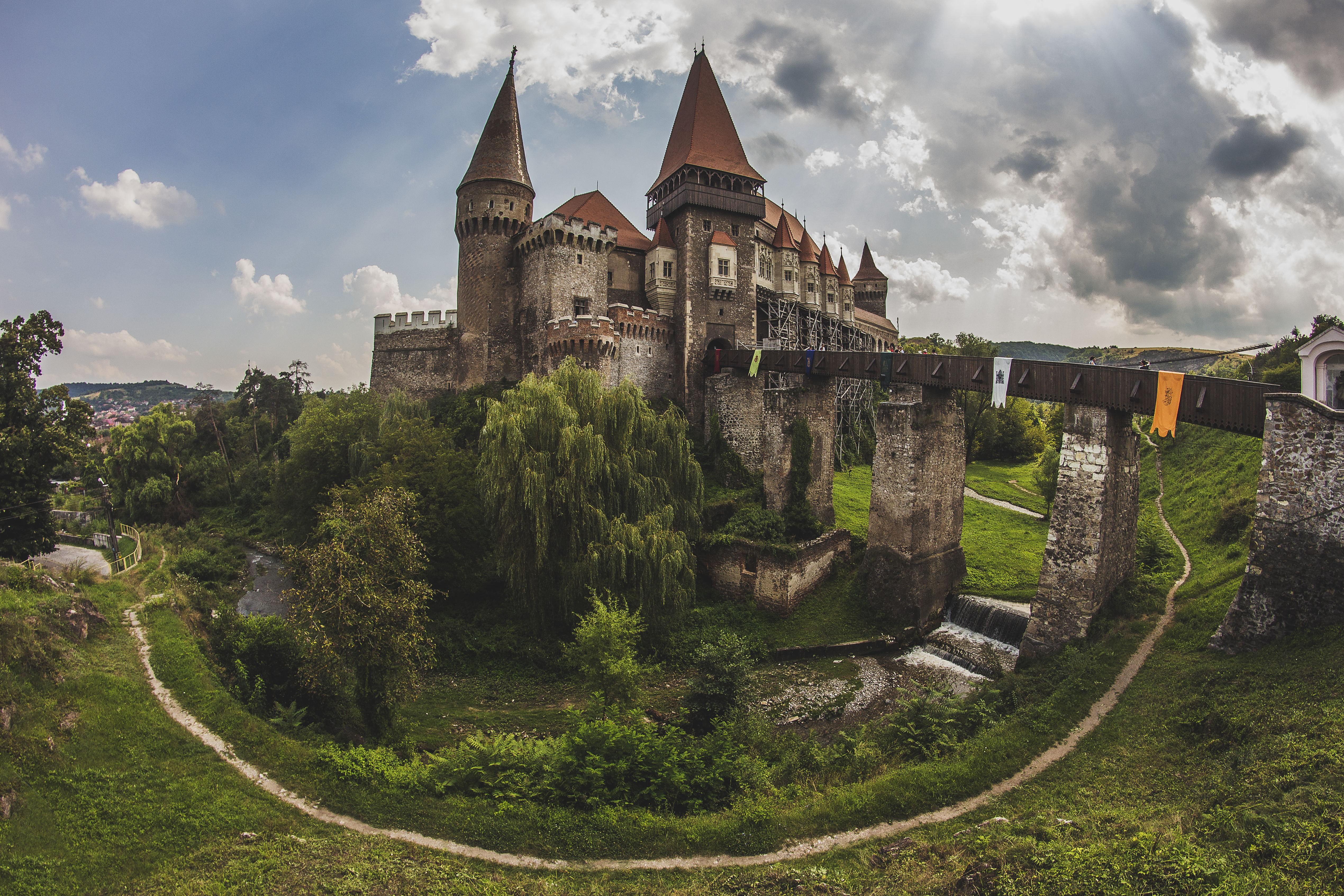
Castelul Corvinilor (Hunedoara)

În 1448 Ioan de Hunedoara a primit titlul de Principe (Princeps) de la papa Nicolae al V-lea și a continuat luptele împotriva otomanilor. Înfrângerea din Bătălia de la Kosovo Polje din octombrie 1448 s-a datorat superiorității numerice a turcilor și a trădării lui Dan al II-lea, pretendent la tronul Valahiei, și a vechiului său rival Gheorghe Branković, care a împiedicat ajutoarele sosite din Albania sub comanda lui Skanderbeg, să ajungă la locul bătăliei. Branković l-a capturat pe Ioan de Hunedoara, aruncându-l o perioadă în temnițele fortăreței Smederevo, de unde a fost răscumpărat de aliații săi. După rezolvarea diferendelor cu numeroșii săi oponenți din Ungaria, Ioan de Hunedoara a condus o expediție punitivă împotriva prințului sârb, care a fost nevoit să accepte condiții de pace foarte aspre.
În 1450, în orașul liber regesc Pojon (astăzi Bratislava), Ioan de Hunedoara a negociat cu Frederic al III-lea termenii predării lui Ladislau al V-lea, dar nu au ajuns la un acord. Mai mulți dușmani ai săi l-au acuzat de o conspirație politică împotriva regelui. Pentru a reduce tensiunile crescânde pe plan intern, Ioan de Hunedoara a renunțat la titlul și funcția de regent al Ungariei. Reîntors în Ungaria la începutul anului 1453, Ioan de Hunedoara a fost numit de Ladislau comite de Bistrița-Năsăud și căpitan general al regatului. Totodată, regele a inclus în blazonul familiei „Leii de Bistrița”.

## Asediul Belgradului și sfârșitul vieții
Turcii au încălcat armistițiul în 1454 și au asediat orașul Semendria, dar Iancu a repurtat o nouă victorie împotriva lor la Kruševac (pronunțat Crușevaț), zdrobindu-i complet. Miza cea mare era cetatea Belgradului, pe care sultanul Mahomed al II-lea se pregătea intens să o cucerească. La rândul său, Iancu a luat măsuri pentru întărirea cetății și a chemat populația orașelor și satelor să ia parte la război. Pentru a avea un aliat în Țara Românească, l-a ajutat pe Vlad Țepeș să-și recapete tronul și a reușit să adune din Transilvania 20 000 de soldați și să coopteze mica nobilime. De această dată a beneficiat și de un sprijin mai consistent din Apus. De asemenea, a reușit să adune o armată de oameni simpli cu arme proprii (coase, furci, praștii) de aproximativ 27 000-28 000 de țărani cu toată opoziția nobililor și a orășenilor.
Asedierea Belgradului de către turci, începută la 4 iulie 1456, a fost deosebit de puternică. Însă flota cruciată a câștigat bătălia pe apă distrugând, la 14 iulie flota turcească ce împiedica aprovizionarea orașului. Lupta decisivă s-a dat între 21 și 23 iulie. Atacul musulmanilor a fost respins pe 21 iulie, iar la 23 iulie creștinii atacau tabăra turcilor. Concepția strategică modernă a lui Iancu de Hunedoara l-a ajutat să-l învingă pe sultan în ciuda raportului de forțe defavorabil creștinilor, să obțină cea mai mare victorie de până atunci a creștinătății împotriva turcilor. 
Ca omagiu, papa Calixt al III-lea a elogiat victoria obținută de Ioan de Hunedoara ca fiind „cel mai fericit moment al vieții sale” și a ordonat ca toate clopotele bisericilor catolice din Europa să fie trase la amiază ca o reamintire pentru credincioși de a veni la rugăciune pentru apărarea Cetății Belgradului. Acest obicei există și astăzi, iar tragerea clopotelor la amiază este atribuit special victoriei obținute de Iancu împotriva turcilor, împotriva prigonitorilor creștinismului. În urma victoriei în Asediul Belgradului împotriva oștirii otomane a sultanului Mahomed al II-lea, cuceritorul Constantinopolului, papa l-a numit pe Iancu de Hunedoara: „atletul cel mai puternic, unic al lui Cristos”.
Ioan de Hunedoara a murit în 11 august 1456, de ciumă, în tabăra de la Zemun. După victoria creștinilor la Belgrad, s-a instaurat o perioadă de 70 de ani de relativă liniște la granița de sud-est a Regatului Ungariei.
Ioan de Hunedoara este înmormântat la Alba Iulia, în Catedrala Sfântul Mihail. Pe piatra sa funerară stă înscris „s-a stins lumina lumii”. Până și sultanul Mahomed al II-lea i-a adus omagiul său: „Cu toate că a fost inamicul meu, la moartea lui, m-am întristat, pentru că lumea nu a mai cunoscut, niciodată, un asemenea om.”

## Arborele genealogic al familiei Huniade[20]
```
                                                        
Mengu-Timur

                                                             │ Mengu-Timur
                                                         
Thocomerius

                                                      
                                                          
Basarab I

                                                             │
                                      Cneaz cuman (?)    ∞    ... Basarab
                                            │                │ 
                                            |─────────┐──────|
                                                      │
                                                    
Both

                                                      │
                                          ┌───────────┴──────────┐
                                
Csorba
/
Sorb
/Șerb(∞Édua)      Rados
                                          │                     
      ┌──────────────┬────────────────────|─────────────────────────────────---------------------┐                       
    Rados          Magos                Vajk/Voicu(∞
Erzsébet Morzsinai
/Elisabeta de Margina)  Candachia   
                                          │
                              ┌───────────|--------─────——────────────────┐─────────┐──────——──┐─────——──┐─────——──┐
                            János  Ioan de Hunedoara/János(∞
Erzsébet Szilágyi
) Iván     Vajk     Erzsébet   Klára     Mária
                          1395-1400    1407-1456
                              ┌───────────┴─────────┐
                            
László
               
Matia Corvin
 (
Matei Corvin
) (o-o Borbála Edelpeck)
                          1431-1457            1443-1490
                             ++                     │
                                              Ion Corvin (
Corvin János
) (∞Frangepán Beatrix)
                                                1473-1504
                                                    │
                                        ┌───────────┴─────────┐
                                Elisabeta Corvin        
Kristóf Corvin

                                   1496-1508              1499-1504
                                      ++                     ++

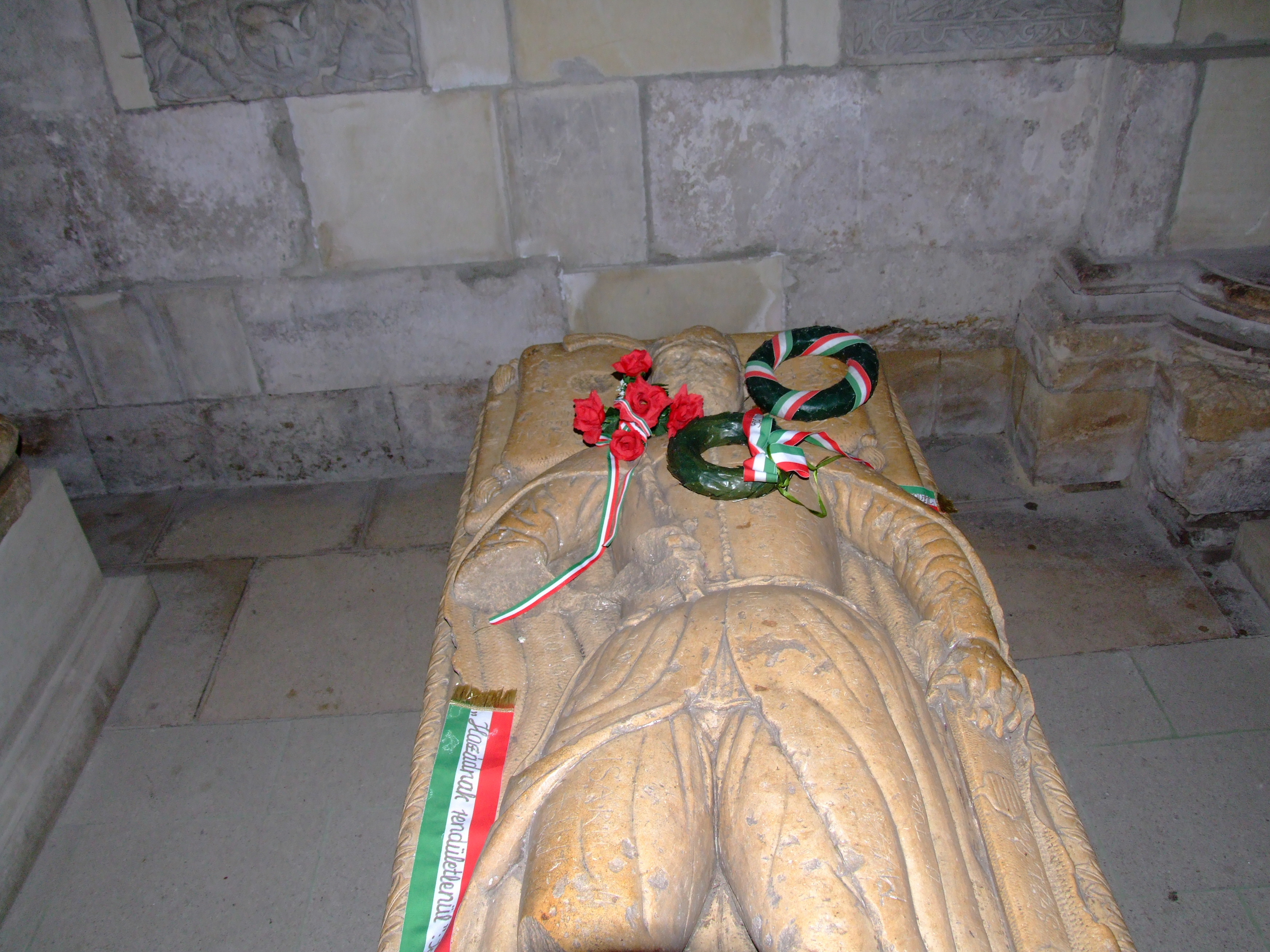
Mormântul lui Ioan de Hunedoara în nava de sud a Catedralei Romano-Catolice din Alba Iulia

```

## Omagieri

### Numismatică
La împlinirea a 575 de ani de când Ioan de Hunedoara a devenit voievod al Transilvaniei, Banca Națională a României a pus în circulație, la 4 aprilie 2016, în atenția colecționarilor, o monedă de aur și o alta de alamă, de circulație.
- Moneda de aur are titlul de 900‰, are valoarea nominală de 100 de lei (RON), este rotundă, cu diametrul de 21 mm, are greutatea de 6,452 g și cantul este zimțat. Întregul tiraj de 250 de exemplare este de calitate proof.[21]

- Moneda de alamă de circulație are valoarea nominală de 50 de bani, este rotundă, cu diametrul de 23,75 mm, are greutatea de 6,1 g, de calitate UNC (necirculată), iar cantul este inscripționat cu textul ROMANIA, de două ori, cu câte o steluță între cuvinte. Tirajul acestor monede este de 1.000.000 de exemplare.[21]

Ambele monede au putere de circulație pe teritoriul României.